# Rudolf Seiß (Schauspieler)
Rudolf Seiß (* 23. Juni 1910 in Dresden; † 16. April 1982) war ein deutscher Schauspieler.

## Leben
Über das Leben des 1982 verstorbenen Rudolf Seiß sind nur lückenhafte Informationen vorhanden. In einigen Produktionen der DDR-Filmgesellschaft DEFA und dem Deutschen Fernsehfunk (Fernsehen der DDR) stand er vor der Kamera. In den 1960er Jahren war er am Städtischen Theater Karl-Marx-Stadt und anschließend am Berliner Ensemble engagiert.
Rudolf Seiß verstarb im Alter von 71 Jahren.

## Filmografie
- 1960: Einer von uns
- 1961: Der Fall Gleiwitz
- 1966: Die Tage der Commune (Theateraufzeichnung)
- 1971: Optimistische Tragödie
- 1974: Der aufhaltsame Aufstieg des Arturo Ui (Theateraufzeichnung)
- 1976: Daniel Druskat (Fernseh-Fünfteiler, 4 Teile)
- 1976: Polizeiruf 110: Der Fensterstecher

## Theater
- 1952: Friedrich Schiller: Wilhelm Tell – Regie: Oskar Kaesler (Städtische Theater Chemnitz)
- 1954: Henrik Ibsen: Nora oder ein Puppenheim – Regie: Arthur Zahn (Städtische Theater Karl-Marx-Stadt)
- 1954: Anton Tschechow: Der Bär – Regie: Arthur Zahn (Städtische Theater Karl-Marx-Stadt)
- 1954: Anton Tschechow: Der Heiratsantrag – Regie: Arthur Zahn (Städtische Theater Karl-Marx-Stadt)
- 1954: Anton Tschechow: Das Jubiläum – Regie: Arthur Zahn (Städtische Theater Karl-Marx-Stadt)
- 1955: Friedrich Schiller: Wallenstein  – Regie: Gottfried Kolditz (Städtische Theater Karl-Marx-Stadt)
- 1956: Curt Goetz: Der Lügner und die Nonne – Regie: Adolf Loose (Städtische Theater Karl-Marx-Stadt)
- 1956: Bertolt Brecht: Die Tage der Commune (Delegierter Beslay) – Regie: Manfred Wekwerth/Benno Besson (Städtische Theater Karl-Marx-Stadt)
- 1958: Harald Hauser: Im himmlischen Garten – Regie: Gerd Keil (Städtische Theater Karl-Marx-Stadt)
- 1959: Eugène Scribe: Das Glas Wasser – Regie: Wolfgang Keymer (Städtische Theater Karl-Marx-Stadt)
- 1966: Bertolt Brecht nach William Shakespeare: Die Tragödie des Coriolan (Restio) – Regie: Manfred Wekwerth/Joachim Tenschert (Berliner Ensemble)
- 1968: Bertolt Brecht: Der Brotladen (Arbeitsloser, Herr Dittmeyer) – Regie: Manfred Karge/Matthias Langhoff (Berliner Ensemble)
- 1978: Bertolt Brecht: Leben des Galilei (Doge)– Regie: Manfred Wekwerth/Joachim Tenschert (Berliner Ensemble)